# Диск на мира (турнир)
„Диск на мира“ (на английски: Disc of peace) е ежегоден международен турнир по ултимейт, който се провежда в София, България.

Традиционно се провежда през първата или втората седмица на октомври, а 2011 г. е дебютна за надпреварата.

| година | място на провеждане             | победител                            |
| ------ | ------------------------------- | ------------------------------------ |
| 2011   | Стадион Бонсист, София          | Шопски отряд                         |
| 2012   | Стадион Летище, София           | ФМК (сборен отбор от Турция)         |
| 2013   | стадион Орловец, Кокаляне       | Шопски отряд                         |
| 2014   | стадион Царско село, София      | Шопски отряд                         |
| 2015   | стадион Орловец, Кокаляне       | Шопски отряд                         |
| 2016   | стадион Орловец, Кокаляне       | Негрещи (Румъния)                    |
| 2017   | НСА, София                      | Wasps (Суботица, Сърбия)             |
| 2018   | стадион Георги Бенковски, София | Стиймхък (Истанбул, Турция)          |
| 2019   | стадион Орловец, Кокаляне       | Букурещ Революшън (Букурещ, Румъния) |